# Portada/efemèride novembre 22
Geraldine Page
« 21 de novembre · 22 de novembre · 23 de novembre »